# Saut en hauteur masculin aux Jeux olympiques d'été de 1924
Pour un article plus général, voir Athlétisme aux Jeux olympiques d'été de 1924.
Navigation
Anvers 1920 Amsterdam 1928
L'épreuve du saut en hauteur masculin aux Jeux olympiques de 1924 s'est déroulée les 6 et 7 juillet 1924 au Stade olympique Yves-du-Manoir de Paris, en France.  Elle est remportée par l'Américain Harold Osborn.

## Résultats

### Finale
| Rang               | Athlète                | Marque | Notes |
| ------------------ | ---------------------- | ------ | ----- |
| Médaille d'or      | Harold Osborn (USA)    | 1,98 m | OR    |
| Médaille d'argent  | Leroy Brown (USA)      | 1,95 m |       |
| Médaille de bronze | Pierre Lewden (FRA)    | 1,92 m |       |
| 4                  | Tom Poor (USA)         | 1,88 m |       |
| 5                  | Jenő Gáspár (HUN)      | 1,88 m |       |
| 6                  | Helge Jansson (SWE)    | 1,85 m |       |
| 7                  | Pierre Guilloux (FRA)  | 1,85 m |       |
| 8                  | Lawrence Roberts (RSA) | 1.83 m |       |
| 8                  | Sverre Helgesen (NOR)  | 1,83 m |       |